# Arianna Savall
Pour les articles homonymes, voir Savall.
Arianna Savall Figueras, née à Bâle en 1972, est une harpiste et soprano espagnole, fille du chef d'orchestre et musicien catalan Jordi Savall et de Montserrat Figueras, et sœur de Ferran Savall.

## Biographie
Elle suit des études de chant avec Maria Dolores Aldea et de harpe classique en 1991 avec Magdalena Barrera au conservatoire de Terrassa. Dès 1992, elle étudie l'interprétation historique de la harpe baroque avec Rolf Lislevand au conservatoire de Toulouse. Comme sa mère, elle rentre en Suisse pour étudier à la Schola Cantorum Basiliensis en 1996. C'est en 2001 qu'elle termine sa formation.  En 1997, elle enregistre comme harpiste son premier disque en compagnie de sa mère. Le CD obtient le Diapason d'or. Elle enregistrera de nombreux autres disques avec sa mère ou en collaboration avec d'autres artistes et avec l'ensemble Hespèrion XXI de son père.
Elle débute comme soprano dans l'opéra baroque au théâtre de Bâle dans l'opera seria puis en 2002, elle chante au Gran Teatre del Liceu de Barcelone avec l'Orfeo de Claudio Monteverdi dans le rôle d'Eurydice et sous la direction de son père.
Elle chante et joue de la harpe dans Arianna de Georg Friedrich Haendel, avec la Capella Reial de Catalunya, le Concert des Nations, Malapunica, Ricercar Consort, Il Desiderio. En 2003, elle enregistre ses propres compositions et publie Bella Terra, disque qui se vendra à plus de 30 000 exemplaires.
Avec son compagnon, Petter Udland Johansen, violoniste et chanteur, elle crée en 2009 la formation Hirundo Maris, spécialisée dans la musique ancienne et la création.

## Discographie
- Hirundo Maris
- Peiwoh
- Lux Feminæ
- Melpomen
- Bella Terra
- Vergine bella - Madrigali da sonar
- Helena Tulve - Lijnen
- Ménestrels Royaux
- Nuove Musiche